# Coulimer
Coulimer ist eine französische Gemeinde mit 292 Einwohnern (Stand: 1. Januar 2022) im Département Orne in der Region Normandie. Sie gehört zum Arrondissement Mortagne-au-Perche und zum Kanton Mortagne-au-Perche.

## Lage
Die Gemeinde Coulimer liegt im Hügelland der Perche, 30 Kilometer östlich von Alençon. Im Gemeindegebiet von Coulimer entspringen zahlreiche Bäche, die teilweise nach Norden zur Sarthe und teilweise nach Süden zur Huisne entwässern. Nachbargemeinden von Coulimer sind Boëcé im Norden, Courgeoût und Saint-Langis-lès-Mortagne im Nordosten, Parfondeval im Osten, Saint-Denis-sur-Huisne im Südosten, Saint-Jouin-de-Blavou im Süden, Pervenchères im Südwesten, Saint-Quentin-de-Blavou und Saint-Julien-sur-Sarthe im Westen sowie La Mesnière im Nordwesten.

## Bevölkerungsentwicklung
| Jahr                       | 1962 | 1968 | 1975 | 1982 | 1990 | 1999 | 2006 | 2013 | 2021 |
| -------------------------- | ---- | ---- | ---- | ---- | ---- | ---- | ---- | ---- | ---- |
| Einwohner                  | 376  | 355  | 293  | 283  | 273  | 266  | 282  | 294  | 298  |
| Quellen: Cassini und INSEE |      |      |      |      |      |      |      |      |      |

## Sehenswürdigkeiten

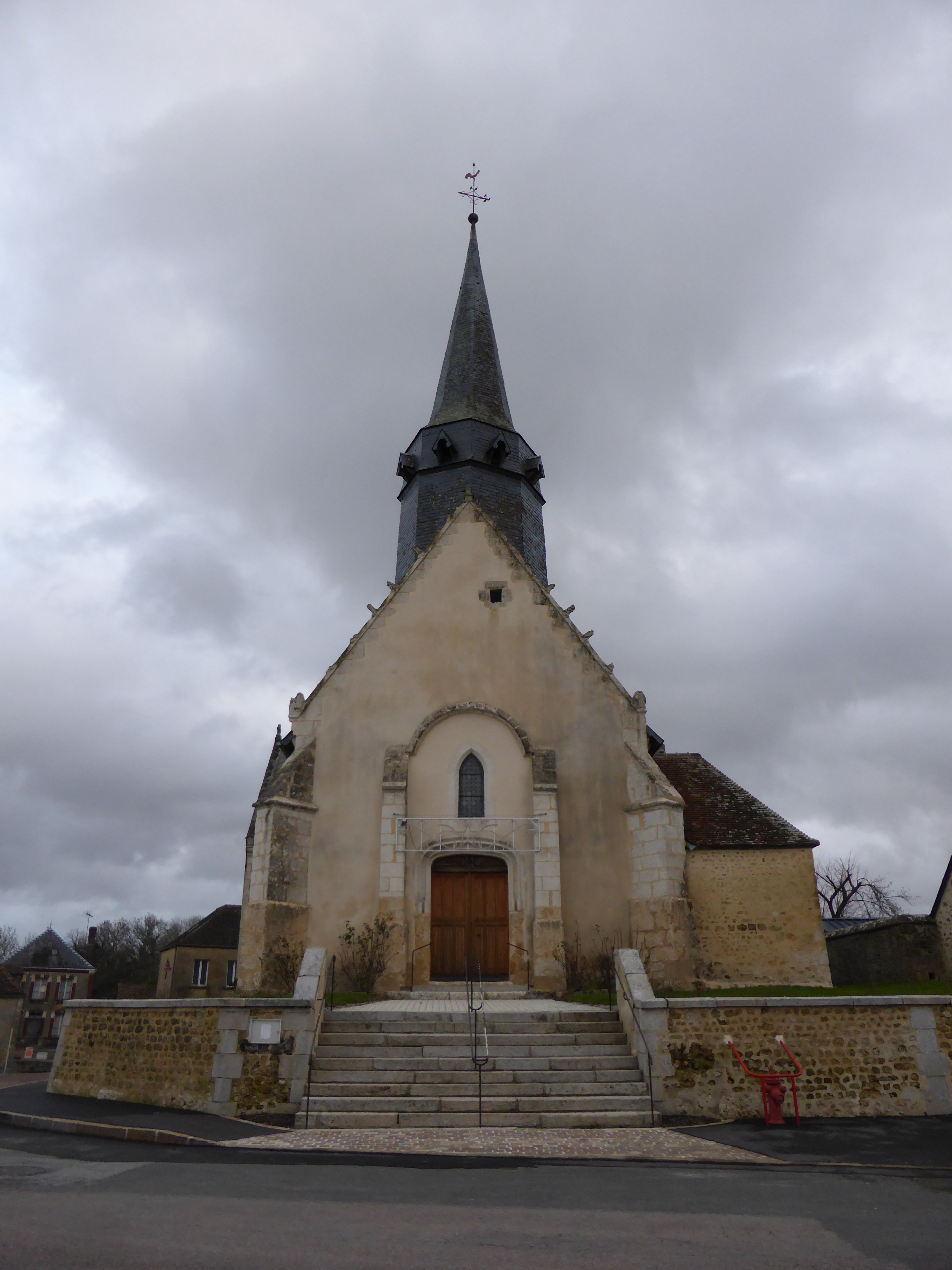
Kirche Saint-Pierre
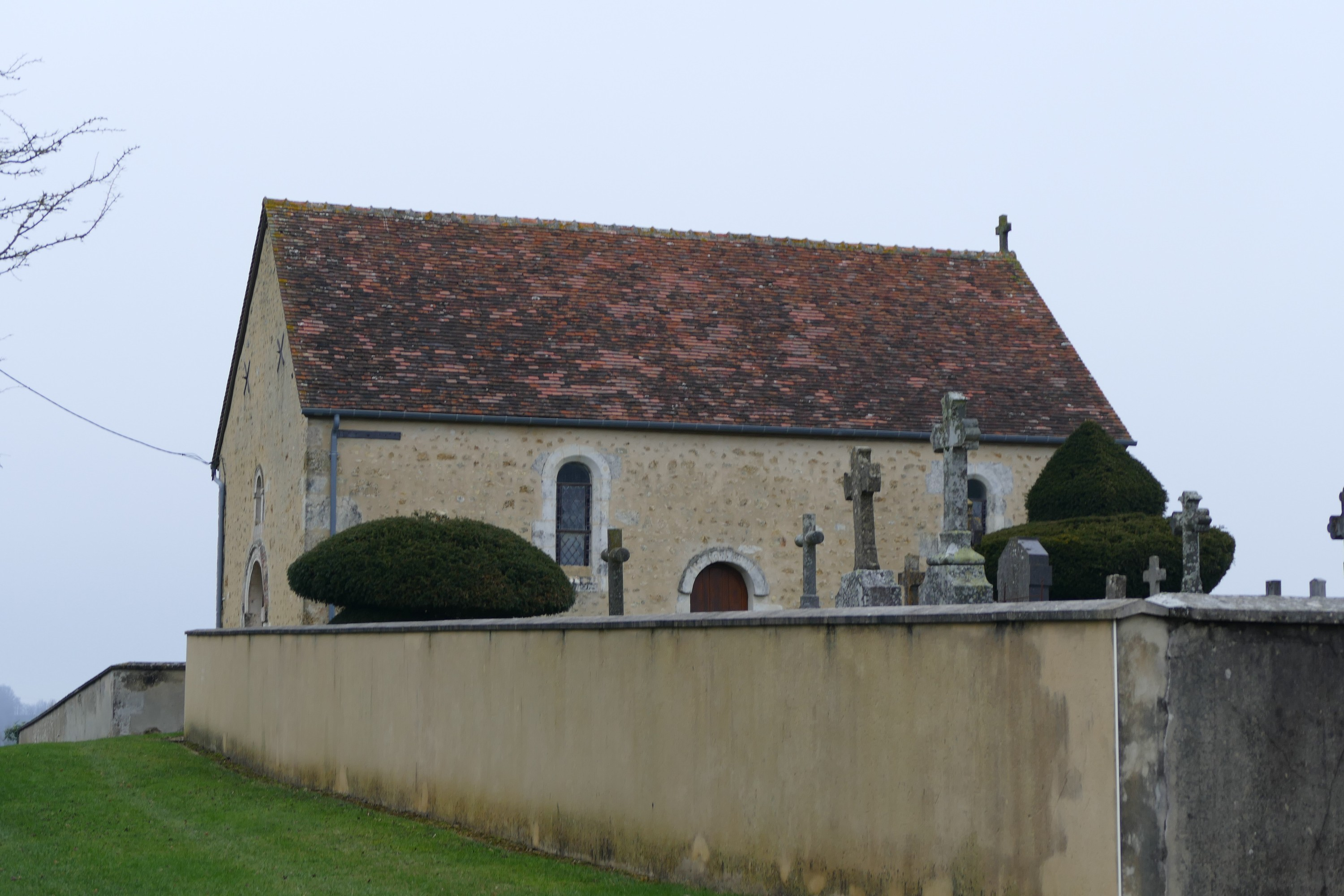
Kapelle Sainte-Marguerite
- Wasserturm

- Kirche Saint-Pierre
- Kapelle Sainte-Marguerite